# Novantinoe hefferni
Novantinoe hefferni là một loài bọ cánh cứng trong họ Cerambycidae.